# Rožaje
Rožaje (crnogor. ćiril.: Рожаје) su gradić i općinski centar na krajnjem sjeveroistoku Crne Gore.

## Stanovništvo
Po posljednjem službenom popisu stanovništva iz 2003. godine, općina Rožaje imala je 22.693 stanovnika, raspoređenih u 26 naseljenih mjesta.
Nacionalni sastav:
- Bošnjaci - 18.628 (82,08)
- Muslimani - 1.510 (6,65)
- Albanci - 1.008 (4,44)
- Srbi - 904 (3,98)
- Crnogorci - 440 (1,93)
- nacionalno neopredijeljeni - 53 (0,23)
- ostali - 150 (0,69)

Vjerski sastav:
- muslimani - 21.252 (93,65)
- pravoslavni - 1.245 (5,48)
- ostali - 47 (0,20)
- neopredijeljeni - 48 (0,21)
- ne vjeruju - 1 (0,00)
- nepoznato - 100 (0,46)

## Naseljena mjesta
Balotići, Bandžov, Bać, Bašča, Besnik, Bijela Crkva, Biševo, Bogaji, Bukovica, Crnokrpe, Dacići, Donja Lovnica, Gornja Lovnica, Grahovo, Grižice, Ibarac, Jablanica, Kalače, Koljeno, Paučina, Plumci, Radetina, Rožaje, Seošnica, Sinanovići, Vuča

## Nacionalni sastav po naseljenim mjestima
- Balotići - uk.785, Bošnjaci - 776, Muslimani - 7, Albanci - 2
- Bandžovo brdo - uk.164, Albanci - 164
- Bać - uk.669, Bošnjaci - 656, Albanci - 6, Srbi - 6, neopredijeljeni - 1
- Bašča - uk.164, Srbi - 91, Crnogorci - 72, neopredijeljeni - 1
- Besnik - uk.388, Bošnjaci - 385, Muslimani - 1, ostali - 2
- Bijela Crkva - uk.195, Srbi - 171, Crnogorci - 22, Bošnjaci - 1, neopredijeljeni - 1
- Biševo - uk.380, Bošnjaci - 361, Muslimani - 17, ostali - 2
- Bogaje - uk.222, Srbi - 132, Bošnjaci - 52, Crnogorci - 31, Muslimani - 7
- Bukovica - uk.576, Bošnjaci - 442, Srbi - 74, Crnogorci - 23, Muslimani - 23, Albanci - 6, ostali - 8
- Vuča - uk.388, Bošnjaci - 343, Muslimani - 12, Albanci - 11, neopredijeljeni - 10, Crnogorci - 7, ostali - 5
- Gornja Lovnica - uk.387, Bošnjaci - 329, Muslimani - 49, Crnogorci - 2, ostali - 7
- Grahovo - uk.236, Bošnjaci - 155, Muslimani - 79, ostali - 2
- Grižice - uk.434, Bošnjaci - 242, Srbi - 138, Muslimani - 28, Crnogorci - 24, ostali - 2
- Dacići - uk.299, Albanci - 296, Bošnjaci - 1, ostali - 2
- Donja Lovnica - uk.762, Bošnjaci - 734, Srbi - 7, Muslimani - 5, ostali - 16
- Ibarac - uk.2.877, Bošnjaci - 2.560, Albanci - 161, Muslimani - 103, Crnogorci - 13, Srbi - 7, neopredijeljeni - 3, ostali - 30
- Jablanica - uk.578, Bošnjaci - 573, Muslimani - 4, neopredijeljeni - 1
- Kalače - uk.975, Bošnjaci - 848, Muslimani - 122, Crnogorci - 1, ostali - 4
- Koljeno - uk.630, Bošnjaci - 453, Muslimani - 123, Albanci - 50, Crnogorci - 3, Srbi - 1
- Paučina - uk.322, Bošnjaci - 289, Muslimani - 28, ostali - 5
- Plumci - uk.175, Albanci - 91, Bošnjaci - 83, neopredijeljeni - 1
- Radetina - uk.379, Bošnjaci - 371, Muslimani - 3, ostali - 5
- Rožaje - uk.9.121, Bošnjaci - 7.585, Muslimani - 795, Srbi - 244, Crnogorci - 231, Albanci - 188, neopredijeljeni - 20, ostali - 58
- Seošnica - uk.842, Bošnjaci - 769, Muslimani - 59, neopredijeljeni - 8, Albanci - 3, Crnogorci - 2, ostali - 1
- Sinanovići - uk.312, Bošnjaci - 245, Srbi - 32, Muslimani - 25, Crnogorci - 9, neopredijeljeni - 1
- Crnokrpe - uk.433, Bošnjaci - 375, Albanci - 30, Muslimani - 20, neopredijeljeni - 6, Srbi - 1, ostali - 1

## Jezici
- bosanski - 11.612 (51,16)
- bošnjački - 4.046 (17,82)
- crnogorski - 3.713 (16,36)
- srpski - 2.127 (9,37)
- albanski - 927 (4,08)
- ostali i nepoznato - 268 (1,21)